# Łomazy (gmina)
Pour les articles homonymes, voir Łomazy.
Łomazy est une gmina rurale (gmina wiejska) de la powiat de Biała Podlaska, dans la Voïvodie de Lublin, dans l'est de la Pologne, à la frontière avec la Biélorussie.
Son siège administratif (chef-lieu) est le village de Łomazy, qui se situe environ 16 kilomètres au sud de Biała Podlaska (siège du powiat) et 84 kilomètres au nord-est de la capitale régionale Lublin (capitale de la voïvodie).
La gmina couvre une superficie de 200,43 km2 pour une population de 5 431 habitants en 2006.

## Histoire
De 1975 à 1998, la gmina est attachée administrativement à la voïvodie de Biała Podlaska.

Depuis 1999, elle fait partie de la voïvodie de Lublin.

## Géographie
La gmina inclut les villages et localités de :

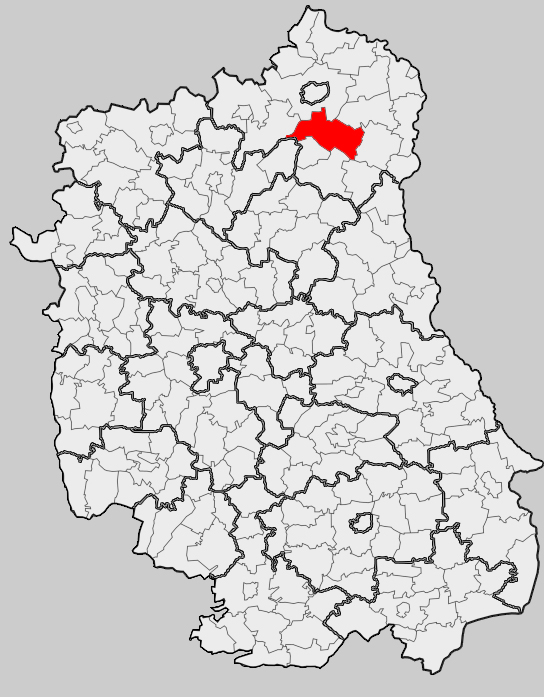
Position de la gmina dans la voïvodie

- Bielany
- Burwin
- Dubów
- Huszcza Druga
- Huszcza Pierwsza
- Jusaki-Zarzeka
- Kopytnik
- Korczówka
- Koszoły
- Kozły
- Krasówka
- Łomazy
- Lubenka
- Stasiówka
- Studzianka
- Szymanowo
- Wola Dubowska
- Wólka Korczowska

### Gminy voisines
La gmina de Łomazy est voisine des gminy suivantes :
- Biała Podlaska
- Drelów
- Komarówka Podlaska
- Piszczac
- Rossosz
- Sosnówka
- Tuczna
- Wisznice

## Structure du terrain
D'après les données de 2002, la superficie de la commune de Łomazy est de 200,43 kilomètres carrés, répartis comme telle :
- terres agricoles : 70%
- forêts : 24%

La commune représente 7,28% de la superficie du powiat.

## Démographie
Données du 30 juin 2004:
| Description        | Total  | Total | Femmes | Femmes | Hommes | Hommes |
| ------------------ | ------ | ----- | ------ | ------ | ------ | ------ |
| Unité              | Nombre | %     | Nombre | %      | Nombre | %      |
| Population         | 5 535  | 100   | 2 793  | 50,5   | 2 742  | 49,5   |
| Densité (hab./km²) | 27,6   | 27,6  | 13,9   | 13,9   | 13,7   | 13,7   |